# Tschistoosjornoje
Tschistoosjornoje (russisch Чистоозёрное) ist eine Siedlung städtischen Typs in der Oblast Nowosibirsk in Russland mit 6429 Einwohnern (Stand 14. Oktober 2010).

## Geographie
Der Ort liegt gut 400 km Luftlinie westlich des Oblastverwaltungszentrums Nowosibirsk in der Barabasteppe. Ursprünglich etwa 12 km östlich befand sich das Ufer des Tschanysees, der seit der weitgehenden Trockenlegung des Westteils in den 1970er-Jahren nun fast 50 km entfernt ist.
Tschistoosjornoje ist Verwaltungszentrum des Rajons Tschistoosjorny. Die Siedlung ist Sitz der Stadtgemeinde (gorodskoje posselenije) Rabotschi possjolok Tschistoosjornoje, zu der außerdem die Dörfer Judino (12 km nordöstlich) und Otschkino (östlich unmittelbar anschließend) sowie die Siedlungen Jablonewka (4 km westlich) und Olchowka (5 km nordöstlich) gehören.

## Geschichte
Der Ort wurde 1913 während des Baus der Eisenbahnstrecke von Tatarsk an der Transsibirischen Eisenbahn über Karassuk nach Slawgorod gegründet. Der Name ist vom russischen tschistoje osero für „sauberer“ oder „klarer See“ abgeleitet. 1925 kam Tschistoosjornoje zum neu gegründeten Judinski rajon mit Verwaltungssitz im Dorf Judino. Zum 18. Januar 1935 wurde der Sitz nach Tschistoosjornoje verlegt und der Rajon dementsprechend umbenannt. Seit 1948 besitzt der Ort den Status einer Siedlung städtischen Typs.

### Bevölkerungsentwicklung
| Jahr | Einwohner |
| ---- | --------- |
| 1939 | 4150      |
| 1959 | 7141      |
| 1970 | 7254      |
| 1979 | 7824      |
| 1989 | 8191      |
| 2002 | 6791      |
| 2010 | 6429      |

Anmerkung: Volkszählungsdaten

## Verkehr
In der Siedlung befindet sich die Station Tschistoosjornaja bei Kilometer 70 der auf diesem Abschnitt 1917 eröffneten Eisenbahnstrecke Tatarskaja – Kulunda. Durch den Ort führt die Regionalstraße 50K-01, die der Bahnstrecke von Tatarsk, wo Anschluss an die föderale Fernstraße R254 Irtysch (ehemals M51) von Tscheljabinsk über Omsk nach Nowosibirsk besteht, weiter über Kupino nach Karassuk folgt.